# Île de la Cité

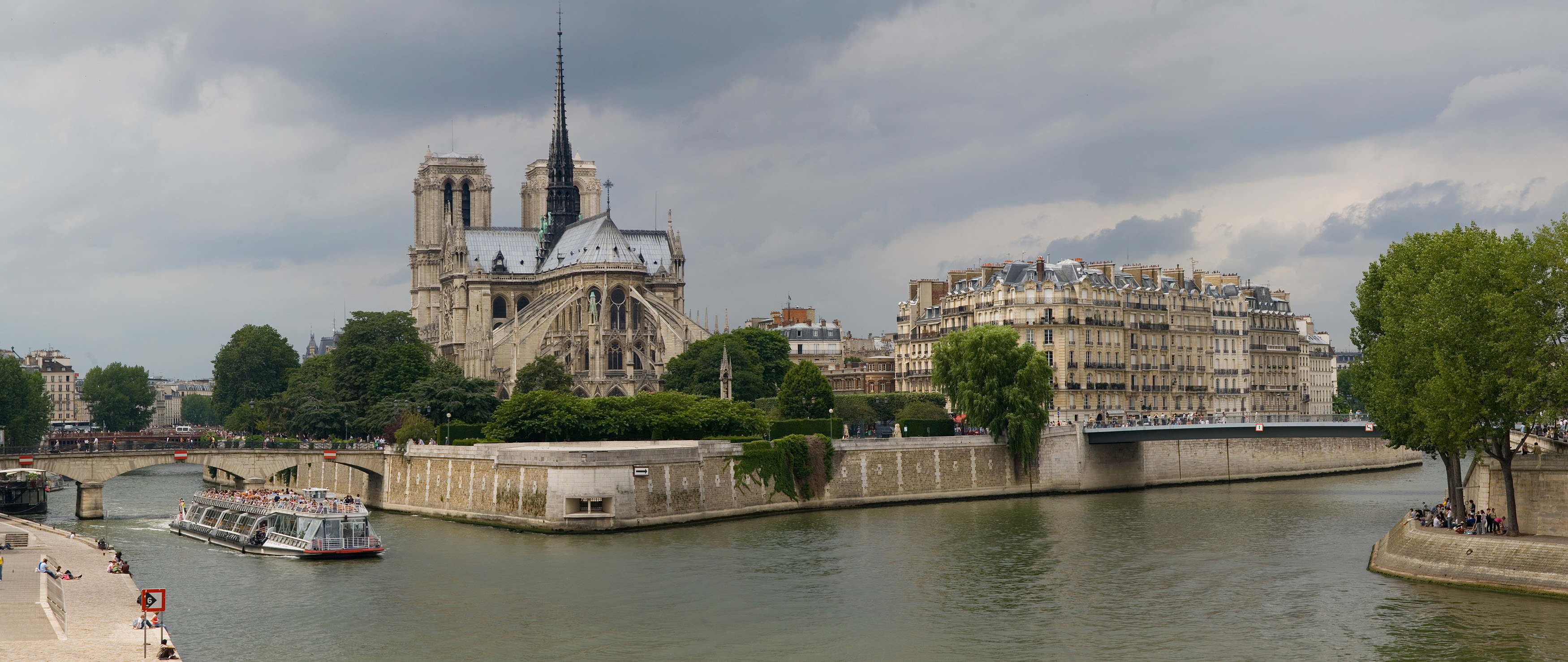
Île de la Cité com a icónica Catedral de Notre-Dame.

A Île de la Cité (Ilha da Cidade em português) é uma de duas ilhas no rio Sena (a outra é a Île Saint-Louis) que pertencem à cidade de Paris, na França. É o centro da capital francesa e foi onde a cidade medieval de Paris foi fundada.
Na ponta Oeste da ilha encontra-se um palácio merovíngio; na ponta Este, desde essa mesma época, tem sido reservada para edifícios de cariz religioso, principalmente depois do século X, com a construção da conhecida Catedral de Notre-Dame. Entre esses dois extremos da ilha, a partir de 1850, foi desenvolvendo áreas residenciais e comerciais; contudo, esse pedaço de terra foi preenchido com o Conciergerie, a Préfecture de Police, o Palais de Justice, o Hôtel-Dieu de Paris e com o Tribunal de Commerce. Apenas as zonas a norte e a oeste continuam a ter residências.
É a ilha onde Jacques de Molay foi queimado vivo publicamente em 18 de março de 1314 por ordens do rei Filipe IV, o Belo. Hoje, no local de sua execução, existe uma placa em homenagem ao último homem a receber o Grão-Mestrado, cuja tradução é: "Nesse local, Jacques de Molay, último Grão-Mestre da Ordem dos Templários, foi queimado, em 18 de março de 1314."

## Pontos Turísticos
Estes são os pontos turísticos da Île de la Cité:
- Catedral de Notre-Dame de Paris
- Hôtel-Dieu de Paris
- Conciergerie
- Sainte-Chapelle
- Palácio da Justiça
- Palais de la Cité
- Pont Neuf